# Wincenty Bryja
Wincenty Bryja ps. Górski, Halski (ur. 16 czerwca 1897 w Morawczynie k. Nowego Targu, zm. 27 stycznia 1973 tamże) – prawnik, działacz ruchu ludowego, poseł do Krajowej Rady Narodowej i na Sejm Ustawodawczy, kierownik Sekcji Finansowo-Budżetowej Biura Delegata Rządu na Kraj w latach 1943–1945.
Ukończył studia na Wydziale Prawa Uniwersytetu Jagiellońskiego (1923) i Akademię Handlową w Krakowie. W czasie studiów sekretarz Młodzieży Ludowej (1922–1924), zorganizowanej w Czytelni Akademickiej.  W latach 1924–1931 członek PSL „Piast”, później w SL. Po ukończeniu studiów rozpoczął pracę w Banku Polskim w Łodzi, a od 1934 w Warszawie, gdzie był zatrudniony do wybuchu II wojny światowej. Współorganizator Zrzeszenia Inteligencji Ludowej i Przyjaciół Wsi (w latach 1938–39 wiceprzewodniczący).
Podczas okupacji niemieckiej od 1941 kierował Związkiem Pracy Ludowej „Orka”, współpracował z Centralnym Kierownictwem Ruchu Ludowego (CKRL). 
W latach 1945–1947 skarbnik Prezydium Naczelnego Komitetu Wykonawczego PSL. W latach 1945–1947 poseł do KRN, następnie od 5 lutego 1947 na Sejm Ustawodawczy.
W październiku 1947 zagrożony aresztowaniem przez UB (otrzymał informację o przygotowanym pozbawieniu immunitetu razem ze Stanisławem Mikołajczykiem i Stefanem Korbońskim) przeszedł wraz z Marią Hulewiczową i Mieczysławem Dąbrowskim granicę polsko-czechosłowacką w Tatrach. Został schwytany przez podporządkowaną komunistycznemu ministrowi Vaclavowi Noskowi czechosłowacką służbę bezpieczeństwa i wydany MBP. 15 listopada 1947 Sejm wyraził zgodę na wydanie go władzom sądowym. Więziony bez procesu do 1951, w 1951 skazany na 10 lat więzienia, zwolniony w 1954 na przerwę w wykonywaniu kary z powodu złego stanu zdrowia, amnestionowany w 1957.